# اندیس سنگ چشمه (بیورزن)
سنگ چشمه (بیورزن) یک اندیس فلزی است که در حوالی شهر جیرنده استان گیلان قرار دارد و مادهٔ معدنی موجود در آن، مس است.